# Olympique de Marseille Vitrolles
Maillots
Ne doit pas être confondu avec Stade Marseillais Université Club (handball), Club sportif Marseille Provence Handball ou Olympique de Marseille (handball).
L'Olympique de Marseille Vitrolles, couramment abrégé en OM Vitrolles, est un club de handball français fondé en 1989 à la suite de la fusion du Stade Marseillais UC et Vitrolles HB. Il est le meilleur club français du début des années 1990, remportant deux Championnats de France et deux Coupes de France et surtout étant le premier club à remporter une coupe d'Europe, la Coupe des vainqueurs de coupe en 1993. Néanmoins, le club est contraint de disparaître en 1996 à cause de problèmes financiers. 

## Histoire
En 1989, le Stade Marseillais UC et le Vitrolles HB fusionnent pour créer le Vitrolles SMUC Handball. En 1991, avec l'arrivée à la tête du club de Jean-Claude Tapie, le frère de Bernard Tapie, le club prend l'appellation OM-Vitrolles,. À noter que le club n'est pas une section à part entière de l'Olympique de Marseille puisqu'il n'y avait aucun lien juridique entre les deux entités, mais il en est fortement dépendant, l'OM lui prêtant son nom et l'aidant financièrement en comblant régulièrement son déficit et par un accord permettant à trois mille supporters de l'OM de supporter le club de handball.
Le club constitue l'un des meilleurs clubs français lors des années 1990, remportant en 1993 le premier trophée européen pour un club de handball français, la Coupe d'Europe des vainqueurs de coupe, trophée qui suit de quelques jours la Ligue des champions remportée par l'Olympique de Marseille en football,.
Le budget est important, atteignant 12 millions F, financé à 50 % par la ville de Vitrolles et le Conseil général des Bouches-du-Rhône. Cette époque voit les meilleurs joueurs français défendre les couleurs du club, tels Philippe Gardent, Jackson Richardson, Frédéric Volle ou Mirko Bašić. Ces joueurs contribueront à enrichir le palmarès de deux titres de champion de France et d'une Coupe de France. De même, le Stadium de Vitrolles est inauguré en 1994 pour leur permettre d'avoir une salle à la mesure de leur ambition.
Mais l'affaire de corruption VA-OM ébranle le club de football et au fil des mois, les nuages s’accumulent et les joueurs entament une grève en 1994 pour être payés. « Les salaires ont commencé à tomber avec du retard, puis plus du tout, dans une atmosphère générale houleuse », regrette Éric Quintin. Mais les salaires mirobolants pour l'époque contribuent à creuser un déficit d'environ trois millions de francs qui ne sera jamais comblé. À l'été 1996, le club dépose le bilan, puis est rétrogradé par la commission nationale de contrôle et de gestion de la fédération française en deuxième division puis en Nationale 1 (troisième division). L’OM Vitrolles disparaît alors tandis que le Stadium est fermé au public en 1998 et à l'abandon depuis 2000,.
Les joueurs ont ainsi été contraints d'aller vers d'autres horizons :
- Yohann Delattre vers HBC Villeneuve d'Ascq
- Bruno Martini vers Teucro Pontevedra ()
- Thierry Perreux vers UMS Pontault-Combault
- Éric Amalou vers US Ivry
- Éric Quintin vers Aix-en-Provence entraîneur-joueur
- Philippe Gardent vers SO Chambéry (entraîneur)
- Jackson Richardson vers TV Großwallstadt ()
- Philippe Julia vers TBV Lemgo ()
- Frédéric Volle vers SG Wallau-Massenheim ()
- Marc Wiltberger vers SG Wallau-Massenheim ()
- Laurent Munier vers Istres sports
- Nikola Grahovac vers USAM Nîmes Gard
- Lionel Geoffroy vers ES Besançon
- Benoît Chevalier vers Spacer's Toulouse
- Slobodan Kuzmanovski vers PM Parme (it) ()
- Armel Merlaud vers Villeurbanne Handball Association
- Semir Zuzo vers Massy Essonne Handball
- Sead Hasanefendić (entraîneur) vers US Ivry

### L’après OM Vitrolles: l’OM 13 CR
Rétrogradé deux fois (en deuxième division puis en Nationale 1) pour n'avoir pu éponger le déficit, l'OM Vitrolles n'intéresse alors plus grand monde. Sauf André Amiel président de la Fédération française de handball, et Michel Beaudin, président de l'US Cheminots Rouvière qui évolue en Nationale 3 et où a évolué André Amiel. Ainsi est créé l'OM 13 Cheminots Rouvière pour évoluer en Nationale 1. Mais ce club n'a plus aucun lien avec feu l'OM Vitrolles puisque tous les joueurs et dirigeants sont partis et OM, non sans rappeler son illustre prédécesseur, signifie en réalité Objectif Marseille. En 1998, le club est promu en Division 2 et recrute notamment Denis Lathoud et Franck Maurice mais est à son tour contraint de déposer le bilan à l’issue de la saison 1999-2000.

## Palmarès
Compétitions internationales
- Coupe d'Europe des vainqueurs de Coupe (1)
  - Vainqueur : 1993.
  - Finaliste : 1994.

Compétitions nationales
- Championnat de France (2)
  - Champion : 1994, 1996.
  - Vice-champion : 1992, 1993, 1995.
- Coupe de France (2)
  - Vainqueur : 1993, 1995.
  - Finaliste : 1992, 1996.

## Bilan saison par saison
| Saison    | Division   | Rang     | C. de France    | Coupe d'Europe *  | Entraîneur        | Effectif           |
| --------- | ---------- | -------- | --------------- | ----------------- | ----------------- | ------------------ |
| 1989/1990 | Division 1 | 5e       | Phase de poules | -                 | Philippe Bana     | -                  |
| 1990/1991 | Division 1 | 4e       | ?               | -                 | Philippe Bana     | -                  |
| 1991/1992 | Division 1 | 2e       | Finaliste       | -                 | Philippe Bana     | -                  |
| 1992/1993 | Division 1 | 2e       | Vainqueur       | C2 : Vainqueur    | Mile Isaković     | Effectif 1992-1993 |
| 1993/1994 | Division 1 | Champion | 1/2 finale      | C2 : Finaliste    | Mile Isaković     | Effectif 1993-1994 |
| 1994/1995 | Division 1 | 2e       | Vainqueur       | C1 : Phase finale | Mile Isaković     | Effectif 1994-1995 |
| 1995/1996 | Division 1 | Champion | Finaliste       | C2 : 1/4 finale   | Sead Hasanefendić | Effectif 1995-1996 |

 * C1=Ligue des champions ; C2=Coupe des vainqueurs de coupe

## Parcours européen
| Compétition                   | No | Tour                              | Club               | Aller   | Total   | Retour  | Club                | No |
| ----------------------------- | --- | --------------------------------- | ------------------ | ------- | ------- | ------- | ------------------- | -- |
| Coupe des Coupes 1992-1993    | 1 | Seizième de finale                | TJ VSC Košice      | 13 – 22 | 24 – 47 | 11 – 25 | OM Vitrolles        | 2  |
| Coupe des Coupes 1992-1993    | 3 | Huitième de finale                | OM Vitrolles       | 29 – 23 | 64 – 48 | 35 – 25 | Minaur Baia Mare    | 4  |
| Coupe des Coupes 1992-1993    | 5 | Quart de finale                   | Alzira Avidesa     | 23 – 16 | 37 – 40 | 14 – 24 | OM Vitrolles        | 6  |
| Coupe des Coupes 1992-1993    | 7 | Demi-finale                       | OM Vitrolles       | 27 – 14 | 54 – 36 | 27 – 22 | AS Fílippos Véria   | 8  |
| Coupe des Coupes 1992-1993    | 9 | Finale                            | Fotex Veszprém SE  | 22 – 23 | 43 – 46 | 21 – 23 | OM Vitrolles        | 10 |
| Coupe des Coupes 1993-1994    | 11 | Seizième de finale                | OM Vitrolles       | 24 – 20 | 51 – 43 | 27 – 23 | ABC Braga           | 12 |
| Coupe des Coupes 1993-1994    | 13 | Huitième de finale                | Lokomotiva Trnava  | 17 – 20 | 31 – 41 | 14 – 21 | OM Vitrolles        | 14 |
| Coupe des Coupes 1993-1994    | 15 | Quart de finale                   | US Ivry            | 20 – 27 | 35 – 52 | 15 – 25 | OM Vitrolles        | 16 |
| Coupe des Coupes 1993-1994    | 17 | Demi-finale                       | OM Vitrolles       | 21 – 12 | 41 – 38 | 20 – 26 | TSV Bayer Dormagen  | 18 |
| Coupe des Coupes 1993-1994    | 19 | Finale                            | FC Barcelone       | 20 – 23 | 46 – 37 | 26 – 14 | OM Vitrolles        | 20 |
| Ligue des champions 1994-1995 | 21 | Seizième de finale                | OM Vitrolles       | 38 – 10 | 74 – 31 | 36 – 21 | HB Echternach       | 22 |
| Ligue des champions 1994-1995 | 23 | Huitième de finale                | OM Vitrolles       | 19 – 14 | 36 – 34 | 17 – 20 | Pallamano Trieste   | 24 |
| Ligue des champions 1994-1995 | 25 | Phase de poules, groupe B : J1/J4 | THW Kiel           | 26 – 19 | -       | 19 – 23 | OM Vitrolles        | 28 |
| Ligue des champions 1994-1995 | 26 | Phase de poules, groupe B : J2/J6 | OM Vitrolles       | 22 – 21 | -       | 29 – 25 | Dukla Prague        | 30 |
| Ligue des champions 1994-1995 | 27 | Phase de poules, groupe B : J3/J5 | Elgorriaga Bidasoa | 22 – 21 | -       | 20 – 19 | OM Vitrolles        | 29 |
| Ligue des champions 1994-1995 | L'OM Vitrolles termine 3e de la poule ; Bidasoa, premier de cette poule, est qualifié pour la finale où il bat 56 - 47 le Badel Zagreb. |                                   |                    |         |         |         |                     |    |
| Coupe des Coupes 1995-1996    | 31 | Seizième de finale                | OM Vitrolles       | 33 – 22 | 58 – 42 | 25 – 20 | Karlovacka Pivovara | 32 |
| Coupe des Coupes 1995-1996    | 33 | Huitième de finale                | Minaur Baia Mare   | 18 – 31 | 36 – 60 | 18 – 29 | OM Vitrolles        | 34 |
| Coupe des Coupes 1995-1996    | 35 | Quart de finale                   | Teka Santander     | 27 – 20 | 47 – 46 | 20 – 26 | OM Vitrolles        | 36 |

## Joueurs emblématiques

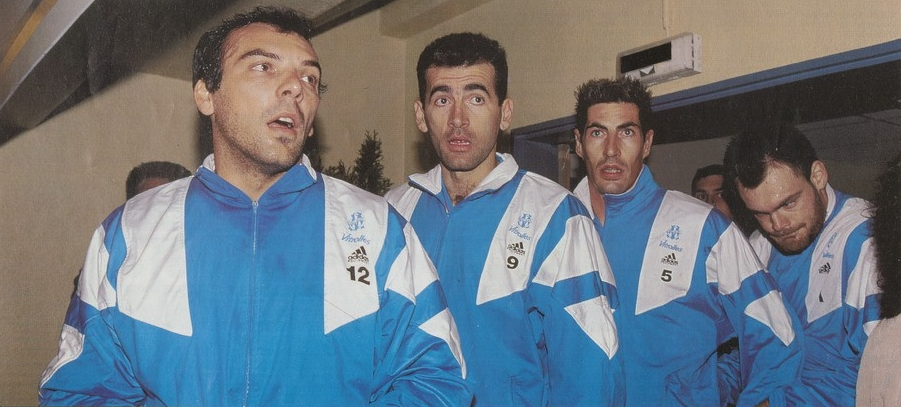
Bašić, Kuzmanovski, Volle et Martini lors de la saison 92/93.

Parmi les joueurs ayant évolué au club, on trouve :
- Éric Amalou : de 1994 à 1996
- Mirko Bašić : de 1991 à 1993
- Hassen Bouaouli : de 1991 à 1994
- Jean-Jacques Cochard : de 1989 à 1994
- Yohann Delattre : de 1994 à 1996
- Zoran Đorđić : de 1993 à 1995
- Philippe Gardent : de 1992 à 1996
- Mile Isaković : de 1991 à 1993
- Pascal Jacques : de 1991 à 1995
- Philippe Julia : de 1994 à 1996
- Slobodan Kuzmanovski : de 1991 à 1996
- Bruno Martini : de 1989 à 1994 et de 1995 à 1996
- Olivier Maurelli : de 1987 à 1993
- Laurent Munier : de 1993 à 1996
- Thierry Perreux : de 1992 à 1996
- Éric Quintin : de 1984 à 1996
- Jackson Richardson : de 1991 à 1996
- Frédéric Volle : de 1992 à 1996